# Супрунка
Супрунка, Ципрунка — річка  в Україні, у Оратівському й Погребищенському  районі Вінницької області. Права притока Росі  (басейн Дніпра ).

## Опис
Довжина річки 13 км. Формується з багатьох безіменних струмків та водойм.  Площа басейну 48,4 км².

## Розташування
Бере  початок на південно-західній околиці Степового. Тече переважно на північний схід через Довгалівку, Збаржівку і впадає у річку Рось, праву притоку Дніпра за 297 км від її гирла.